# Idia denticulalis
Idia denticulalis — вид лускокрилих комах з родини еребід (Erebidae).

## Поширення
Вид поширений в Північній Америці. Трапляється у Квебеку (Канада) та у східних штатах США.

## Опис
Розмах крил близько 25 мм.

## Спосіб життя
Імаго літають з квітня по вересень у Меріленді та з липня по серпень у Квебеку. На півночі буває одне покоління на рік, на півдні – два і більше поколінь. Личинки харчуються лишайниками і детритом, в тому числі мертвим листям.